# Barreiras (Cadaval)
Barreiras é uma aldeia portuguesa situada na freguesia do Peral, no concelho do Cadaval, região Oeste e distrito de Lisboa.

## Características
Tem uma área aproximada de 1.5km2 aproximadamente de 300 habitantes, espalhados por toda a aldeia e lugares a ela pertencentes. À aldeia das Barreiras pertencem o Casal da Cruz, o Caniço, os Casais do Ribeiro (Moinhos), a Quinta do Caniço, a Quinta Nova e os Casais do Entrudo. Os seus terrenos, margo-argilosos ou só argilosos, com grandes bancos de grés de diversas cores, fazem parte da zona produtiva do concelho do Cadaval, conforme foi definida, em 1930, pelo Dr. Leonel Ribeiro na sua Tese de Sc. Hist. e Geográficas sobre este Concelho.
A sua economia é principalmente virada para a agricultura tradicional, sendo praticamente a única actividade económica. As suas principais culturas são a pêra rocha e a uva (para produção vinícola).

## Quotidiano
É o destino de férias de diversas pessoas que procuram a calma do campo. Conta com um centro de saúde e um centro cultural, onde se faz muitas festas e almoços sociais, onde a pequena população se junta como uma família. Aqui localiza-se a Quinta da Condeça, uma antiga quinta de meados do séc.XIX que pertenceu a uma condeça de Torre, Fronteira e Alorna, descendente da nobre família Mascareignas, que hoje em dia pode ser ocupada para férias.
A sua cultura cristã apoia-se numa Capela onde a padroeira é a Nossa Senhora da Saúde, onde se faz uma festa anual no dia 8 de Setembro, seguida da procissão em sua homenagem, com muitos crentes e peregrinos.
A Fonte dos Namorados é conhecida pelas propriedades terapêuticas da sua água, e continua a dar abrigo a novas gerações de namorados.